# Omar Boudoumi
Omar Kamel Boudoumi (en arabe : عمر كمال بودومي) est un footballeur algérien né le 22 avril 1990 à Oran. Il évolue au poste de Milieu de terrain à l'IRB El Kerma.

## Biographie
Il évolue en Division 1 avec les clubs de l'ASM Oran et du MC Oran.
Il dispute 81 matchs en Division 1 entre 2014 et 2018, inscrivant deux buts.

## Palmarès
- Accession en Ligue 1 en 2014 avec l'ASM Oran.